# X74

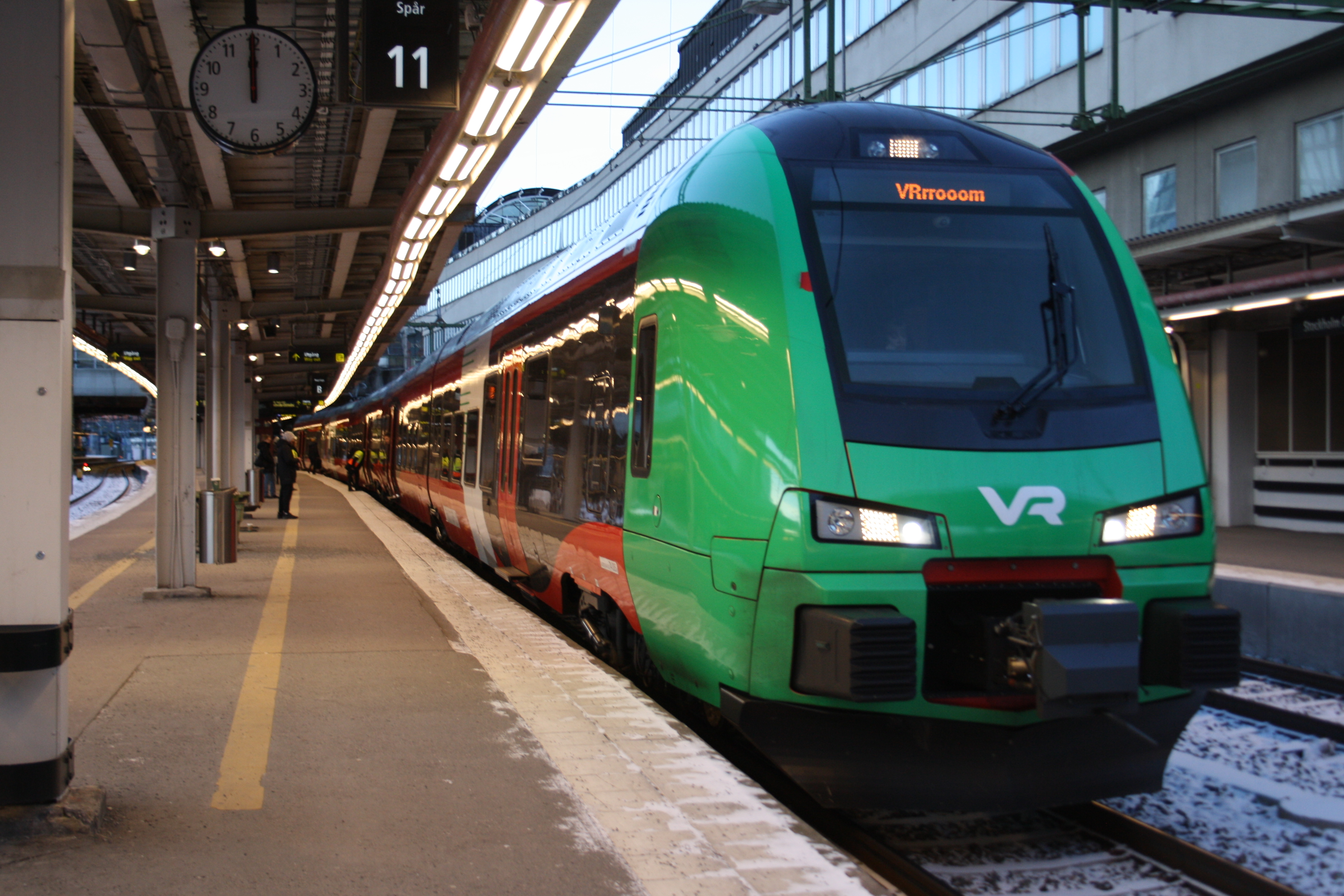
Ett VR Snabbtåg (Tidigare MTRX) med tappad lack vid Stockholm Centralstation

X74 är beteckningen för en typ av tågsätt som operatören VR Snabbtåg Sverige (tidigare MTRX) använder i Sverige sedan mars 2015. Motorvagnarna är tillverkade av det schweiziska företaget Stadler Rail, har en maximal effekt på 4 500 kW samt en maximal hastighet på 200 km/h. De trafikerar linjen Stockholm - Göteborg. Tåget är en version av den Stadler FLIRT-modell som levererats till den norska operatören NSB; till stor del samma tekniska specifikationer, men med annan inredning. Tågen är konstruerade för att klara det stränga klimat som råder i schweiziska alperna och Norden.

## Historia
Dåvarande MTR Express beställde i november 2013 sex nya motorvagnståg av schweiziska tågtillverkaren Stadler. VR Snabbtåg Sverige använder tågen i sin snabbtågstrafik Göteborg-Stockholm som startade under namnet MTR Express 21 mars 2015. Det första tågsättet kom till Sverige i november 2014. Bolaget bytte ägare i maj 2024 och i augusti 2024 rullade det första tåget med VR design i grönt och vitt istället för MTRX design i rött och svart.

## Tekniskt utförande
Ett X74-tågsätt består av totalt 5 vagnar. Tåget har till viss del jakobsboggier, dock är inte alla boggier av denna typ. Tågets topphastighet är 200 km/h, vilket idag är maxhastigheten för tåg i Sverige. Flera tågsätt kan kopplas ihop vid behov. Tågen har ingen korglutning.
Vagnkorgarna är tillverkade av aluminium. 

### Hastighetsnormer
De svenska normerna för maximala kurvhastigheter reviderades 2017. 
I praktiken innebär det bland annat att X74 teoretiskt endast kör 8% långsammare i kurvorna än X2000, i praktiken handlar det om 3-5% för totalresan. Samma hastighetsskillnad gäller många av raksträckorna eftersom ATC räknar på överhastighet och inte kurvkraft.

### Inredning
Tågen har 2+2-sittning och inredningen är anpassad för fjärrtrafik. Ombord finns kiosk i mittersta vagnen tillsammans med handikapplatser. Huvudsakligen går inredningen i grått, men inslag av röd färg finns samt att vissa stolar har röd accentfärg.

### Egenskaper
Samtliga X74-tåg är utrustande med följande som standard:
- Café/kiosk
- Eluttag
- Wifi
- Lågt insteg - handikappanpassad
- Klimatanläggning